# Rudolf Urban (fotbalista)
Rudolf Urban (* 1. března 1980, Košice) je slovenský fotbalový záložník a bývalý reprezentant, který působí od června 2015 v klubu FC Lokomotíva Košice.

## Klubová kariéra
Urban působil postupně v klubech FC Košice, MFK Ružomberok (zde získal s klubem v sezóně 2005/06 ligový titul i Slovenský fotbalový pohár), FK Inter Bratislava, Győri ETO FC, MFK Košice B, FC Vysočina Jihlava, FK Baník Most, Sandecja Nowy Sącz a Piast Gliwice. Během působení v Gliwicích vynechal větší část sezóny 2012/13 pro zranění.
Začátkem července 2013 byl na testech v polském klubu Podbeskidzie Bielsko-Biała poté, co mu Piast Gliwice neprodloužil smlouvu. Testy dopadly dobře, neboť mu Podbeskidzie nabídlo roční smlouvu s opcí na další sezónu. Odehrál zde pouze 11 zápasů a vstřelil 2 góly.
Koncem ledna 2014 podepsal 1½roční smlouvu s druholigovým celkem Sandecja Nowy Sącz, kde již dříve působil.
V červnu 2015 se dohodl na kontraktu se slovenským druholigovým klubem FC Lokomotíva Košice.

## Reprezentační kariéra
V A-týmu Slovenska debutoval 20. 8. 2003 v New York City v přátelském zápase proti týmu Kolumbie (remíza 0:0).
Celkem nastoupil v letech 2003–2004 v 6 utkáních za slovenskou fotbalovou reprezentaci.